# إيلين شيهان
إيلين شيهان (بالإنجليزية: Eileen Sheehan)‏ (1963)؛ كاتِبة وشاعرة أيرلندية.